# Hildegard Loewy
Hildegard Loewy (geboren am 4. August 1922 in Berlin; gestorben am 4. März 1943 in der Strafanstalt Plötzensee, Berlin), war eine Widerstandskämpferin gegen den Nationalsozialismus und ein Opfer der NS-Justiz.

## Leben und Tätigkeit

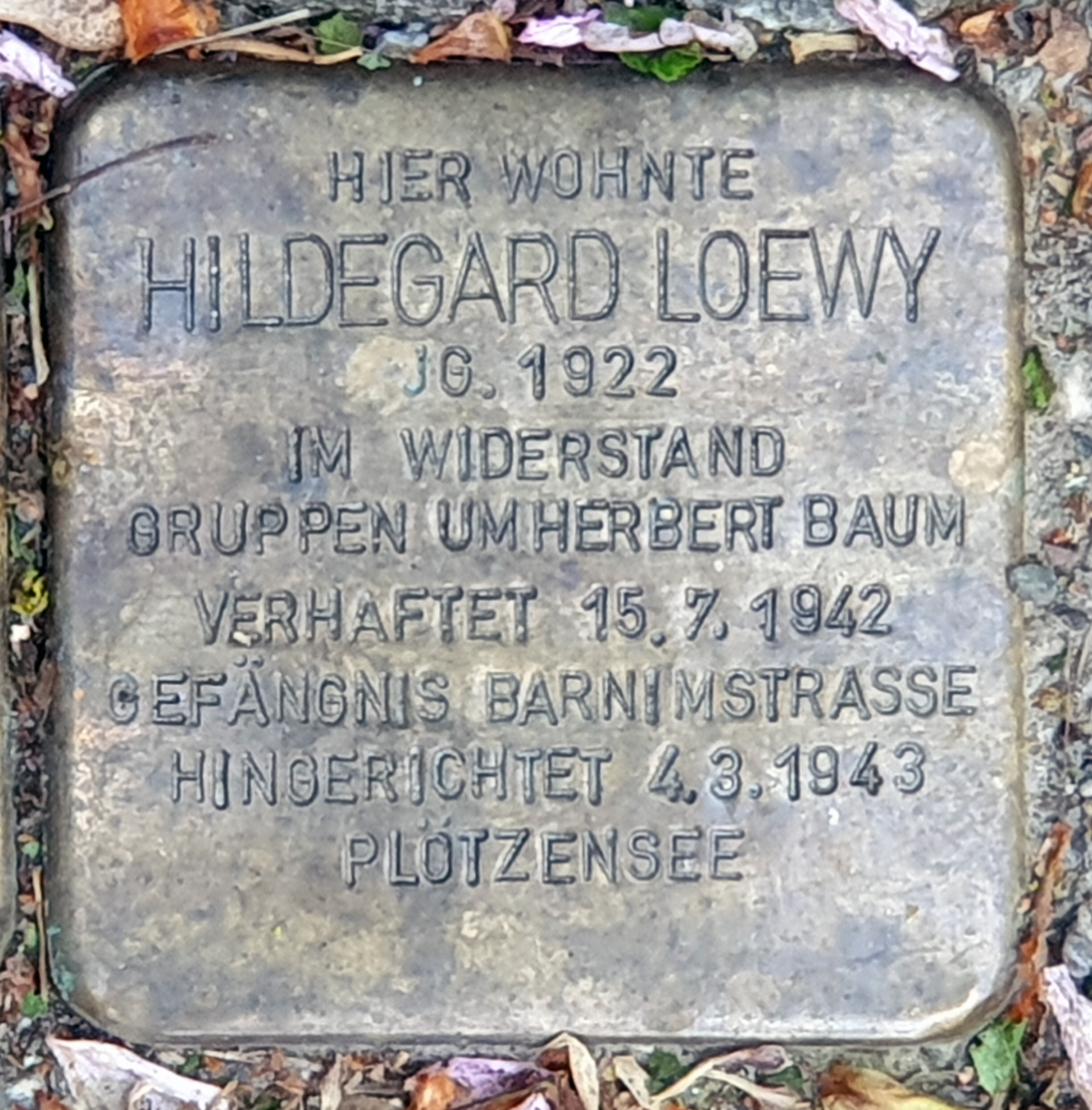
Stolperstein am Haus, Luitpoldstraße 42, in Berlin-Schöneberg

Hildegard Loewy wuchs in Berlin auf. Als Kind verlor sie bei einem Straßenbahnunfall einen Arm, so dass sie fortan eine Prothese tragen musste. Ihre schulische Ausbildung erhielt sie an verschiedenen jüdischen Schulen in der Reichshauptstadt, zuletzt – ihre frühere Schule wurde nach dem Pogrom vom November 1938 geschlossen – die Schule in der Wilsnacker Straße in Berlin-Moabit. Als sie hier 1940 – als einziges Mädchen in einer Klasse von elf Schülern – ihr Abitur ablegte, war diese Anstalt die letzte jüdische Schule, die in Berlin verblieben war. Anschließend begann sie eine Ausbildung an der Schule für Gebrauchsgrafik der Jüdischen Gemeinde, die 1941 geschlossen wurde. Stattdessen arbeitete sie als Büroangestellte.
Aufgrund ihres Interesses an den Ideen des Zionismus gehörte sie bis 1938 der Jugendbewegung Hashomer Hatzair an. Um 1939 schloss Loewy sich der kommunistisch orientierten – aber nicht direkt mit der Untergrundorganisation der illegalen KPD verbundenen – Gruppe um den Elektriker Herbert Baum an. Dieser später unter der Bezeichnung Gruppe Herbert Baum bekannt gewordene Freundeskreis beteiligte sich seit 1936 aktiv am Widerstand gegen den Nationalsozialismus. Bis 1942 verbreitete die Gruppe vor allem selbst angefertigte Flugblätter und klebte Plakate auf öffentlichen Plätzen, die sich gegen das NS-Regime und den Krieg wandten.
Loewy wurde am 15. April 1942 von der Gestapo verhaftet. Als der Rest der Baum-Gruppe in den folgenden Monaten im Gefolge des von ihr im Mai verübten Brandanschlages auf die antisowjetische Propagandaausstellung „Das Sowjet-Paradies“ zerschlagen und die Widerstandsaktivitäten der Gruppe von der Gestapo rekonstruiert wurden, wurde allmählich der ganze Umfang von Loewys Involvierung in die Tätigkeit der Gruppe bekannt. In der Folge wurde sie im Dezember 1942 zusammen mit elf weiteren Mitgliedern der Gruppe – Heinz Birnbaum, Hella Hirsch, Marianne Joachim, Hanni Meyer, Heinz Rotholz, Siegbert Rotholz, Lothar Salinger, Alice Hirsch, Lotte Rotholz und Edith Fraenkel – vor dem 2. Senat des Volksgerichtshofes angeklagt. Im Urteil vom 10. Dezember 1942 wurden die Angeklagten für schuldig befunden. Loewy wurde, ebenso wie Birnbaum, Hirsch, Joachim, Meyer, Neumann, Heinz und Siegbert Rotholz sowie Lothar Salinger zum Tode verurteilt. Die übrigen drei erhielten Zuchthausstrafen. Während ihrer Haft im Gefängnis Moabit unternahm Loewy einen Fluchtversuch, der fehlschlug. Die Hinrichtung wurde am 4. März 1943 in der Strafanstalt Plötzensee mit dem Fallbeil vollstreckt.

## Hinrichtung
„Auf einem grellroten Plakat wurden Verurteilung und Hinrichtung dieser jungen Menschen, sie waren zwischen 20 und 23 Jahre alt, der Bevölkerung mitgeteilt. Ihre Namen waren mit den gesetzmäßig vorgeschriebenen Zwangs-Zusatz-Vornamen Sara bzw. Israel versehen.“

„Bekanntmachung
die am 10. Dezember 1942 vom Volksgerichtshof  wegen Vorbereitung zum Hochverrat und landesverräterischer Feindbegünstigung zum Tode verurteilten
Heinz Israel Rotholz, 21 Jahre alt,
Heinz Israel Birnbaum, 22 Jahre alt,
Lothar Israel Salinger, 23 Jahre alt,
Helmuth Israel Neumann, 21 Jahre alt,
Siegbert Israel Rotholz, 23 Jahre alt,
Hella Sara Hirsch, 21 Jahre alt,
Hanni Sara Mayer, 23 Jahre alt,
Marianna Sara Joachim, 21 Jahre alt und
Hildegard Sara Loewy, 20 Jahre alt,
sämtlich aus Berlin, sind heute hingerichtet worden.
Berlin, den 4. März 1943
Der Oberreichsanwalt beim Volksgerichtshof“

mit dem Untertext 

„Bekanntmachung über die Vollstreckung der Todessurteile an Heinz Rotholz und seine Gefährten“

## Gedenksteine
Heute erinnern zwei der Baum-Gruppe gewidmeter Gedenksteine in Berlin namentlich auch an Hildegard Loewy.
1. Gedenktafel in Berlin auf dem Jüdischen Friedhof Weißensee (Eingang: Markus-Reich-Platz).[7]
2. Widerstandsgruppe um Herbert Baum. Dieser von Bildhauer Jürgen Raue gestaltete Gedenkstein wurde 1981 im Auftrag des Magistrats von Berlin (Ost) ohne nähere Informationen über die Widerstandsaktion im Lustgarten aufgestellt.[8]

Am 18. November 2022 wurde vor ihrem ehemaligen Wohnort, Berlin-Schöneberg, Luitpoldstraße 42, ein Stolperstein verlegt.